# The Way of the Exploding Fist
The Way of the Exploding Fist ist ein Fighting Game, das 1985 von Beam Software entwickelt und von Melbourne House veröffentlicht wurde. Das Spiel war für verschiedene Plattformen erhältlich. Bekannt ist insbesondere die Commodore-64-Version. Es gab zwei Nachfolger, mit unterschiedlichem Gameplay. Die Fist-Spieleserie war eine der ersten mit realistischer Grafik, sowie Bewegungsabläufen und gilt als Wegbereiter für den Klassiker International Karate Plus (IK+).

## Spielbeschreibung
Das Spiel basiert auf dem Arcade-Spiel Karate Champ (1984). Zwei Spieler treten in einem Karate-Duell gegeneinander an. Falls kein zweiter Mitspieler vorhanden ist, kann auch ein Computergegner gewählt werden. Es gibt vier verschiedene Levels mit unterschiedlichen Hintergründen, draußen und drinnen im Dōjō.
Im Gegensatz zu den meisten Kampfspielen dieser Art gibt es keine Lebensbalken; zwei volle Treffer pro Runde genügen. Es gibt 16 verschiedene Schlag- bzw. Trittkombinationen und über 600 Spritebilder, daher waren die Animationen für damalige Verhältnisse sehr realistisch. Der Grafiker war Greg Holland.
Die SID-Musik arrangierte Neil Brennan nach dem chinesischen Dance of the Yao People.
Das Spiel wurde auf ZX Spectrum (1985), Amstrad CPC, Commodore 16 und BBC Micro portiert.

## Ähnliche Spiele
- International Karate Plus (System 3, 1987)

## Nachfolger
- Fist II: The Legend Continues (1986)
- Exploding Fist + (Firebird, 1988)